# Национальный научный центр особо опасных инфекций имени М. Айкимбаева
Национальный научный центр особо опасных инфекции имени М. Айкимбаева — научно-исследовательский институт в Алматы, занимается исследованиями в области профилактики, распространения и предупреждения карантинных и зоонозных инфекций.

## История
Свою историю Национальный научный центр особо опасных инфекций имени Масгута Айкимбаева начинает с 1930 года, когда для эпидемиологического контроля природных очагов чумы на территории левобережья Илийской котловины, где имела место вспышка чумы в 1929 г., были созданы Алма-Атинская противочумная лаборатория и противочумные обследовательские отряды при Краевом санитарно- бактериологическом институте им. Казахского ЦИК.
В 1934 г. Алма-Атинская противочумная лаборатория была преобразована в самостоятельную Алма-Атинскую противочумную станцию с подчинением Краевому противочумному институту «Микроб».
Приказом МЗ СССР № 739 от 9 декабря 1948 года Алма-Атинская противочумная станция с 1 января 1949 года была реорганизована в Среднеазиатский научно-исследовательский противочумный институт (САНИПЧИ) МЗ СССР, как научно-методический центр противочумных учреждений Казахстана и республик Средней Азии. К концу 60-х годов ХХ столетия в САНИПЧИ была передана под методическое руководство практически вся противочумная служба Средней Азии и Казахстана - Киргизская (1938 г.), Нукусская (1949 г.), Узбекская (1950 г.), Таджикская (1956 г.), Туркменская (1935) противочумные станции..
К 1970 году СНИПЧИ осуществлял научно-методическое руководство 18 противочумными станциями республик Средней Азии и Казахстана — 11 территориальными ПЧС (Араломорской, Атырауской, Каракалпакской, Кызылординской, Киргизской, Мангистауской, Талдыкорганской, Таджикской, Уральской, Узбекской, Шымкентской), 4 ПЧС системы Министерства путей сообщения (Алматинской, Атырауской, Казалинской, Ташкентской с ПЧО в Ашхабаде) и 3 ПЧС третьего управления Минздрава СССР (Аксуекской, Учкудукской и медсанчасти 104 города Актау).
С 1949 по 1991 год центр носил название «Среднеазиатский научно-исследовательский противочумный институт».
В 1991 году противочумная служба республики перешла в юрисдикцию Министерства Здравоохранения Республики Казахстан (МЗ РК).
В январе 1992 года постановлением Кабинета Министров Республики Казахстан (№ 742 от 28.11.1991 г.) и приказом Минздрава РК (№ 45 от 28.01.1992 г.) Среднеазиатский противочумный институт МЗ СССР преобразован в Казахский противочумный научно-исследовательский институт (КПНИИ) МЗ РК. Проведена реорганизация противочумных станций республики — ликвидированы ведомственные противочумные службы.
В 2001 году КПНИИ переименован в Республиканское государственное казенное предприятие «Казахский научный центр карантинных и зоонозных инфекций имени Масгута Айкимбаева» (КНЦКЗИ). Основанием  этому послужил  «…личный крупный  вклад  Масгута Айкимбаевича  Айкимбаева в мировую науку…»
В 2019 году Постановлением Правительства Республики Казахстан от 31 июля  2019 года № 563 «О реорганизации республиканского государственного предприятия на праве хозяйственного ведения «Казахский научный центр карантинных и зоонозных инфекций имени Масгута Айкимбаева» Министерства здравоохранения Республики Казахстан” создан РГП на ПХВ «Национальный научный центр особо опасных инфекций имени Масгута Айкимбаева» Министерства здравоохранения Республики Казахстан.
В 2024 году 04 сентября в соответствии с постановлением Правительства Республики Казахстан от 20 декабря 2021 года № 910 «О вопросах создания акционерного общества "Национальный холдинг "QazBioPharm"» РГП на ПХВ «Национальный научный центр особо опасных инфекций имени Масгута Айкимбаева» Министерства здравоохранения Республики Казахстан реорганизовано в ТОО «Национальный научный центр особо опасных инфекций имени Масгута Айкимбаева» (далее – ННЦООИ). 

## Деятельность
Во времена СССР занимался исследованием природных очагов чумы, экологией носителей и переносчиков возбудителей чумы в пустынных и горных очагах Средней Азии и Казахстана. Также НИИ исследовал вопросы генетики бактерий, взаимоотношений возбудителей чумы с организмами носителей и переносчиков, изучал проблемы микробиологии и эпидемиологии холеры. Вёл поиски воздействия на природные очаги чумы и туляремии, разрабатывал и внедрял современные методы борьбы с эпизоотиями чумы. Выявлял особенности эпидемиологии бруцеллёза, совершенствовал иммунопрофилактику и методы его диагностики.
За годы с момента своего образования ННЦООИ стал крупным научно-исследовательским и организационно-методическим центром по проблемам инфекционных болезней и биологической безопасности. В ННЦООИ работали и продолжают работать ученые, специалисты высочайшей квалификации, микробиологи, эпидемиологи, биологи, вирусологи. Это преданные своей профессии люди!
ННЦООИ сегодня является единственным научным центром в Казахстане, занимающимся проблемами особо опасных инфекций. Задачами Центра в настоящее время являются: разработка и реализация научного обеспечения мониторинга особо опасных инфекций и санитарно-эпидемиологического благополучия населения; разработка и производство диагностических и профилактических препаратов, подготовка кадров, осуществление функций Республиканской коллекции и депозитария возбудителей особо опасных инфекций.
ННЦООИ разрабатывает и выпускает медицинские иммунобиологические препараты (МИБП) 40  наименований, предназначенные для профилактики чумы (чумная вакцина), лабораторной диагностики карантинных и особо опасных инфекций, и индикации возбудителей этих заболеваний.  Центр обладает авторским правом на более 20 разработок. Наряду с разработкой новых МИБП, постоянно ведутся исследования по повышению эффективности препаратов, усовершенствованию технологических процессов, поиски новых способов иммунодиагностики карантинных и особо опасных инфекций (разработка и выпуск ПЦР тест-систем). 
На базе ННЦООИ проводятся предрегистрационные испытания дезинфицирующих и инсекто-акарицидных препаратов, защитных средств. 
ННЦООИ структуре имеет Международный тренинговый центр, который занимается повышением профессиональных знаний и навыков специалистов практического здравоохранения в вопросах биобезопасности. 

## Оснащенность
По состоянию на 2024 год имеет 4 отдела (15 лабораторий), зоологический музей, в котором выставлено свыше 6 тысяч экспонатов грызунов (97 видов) и других животных, музей эктопаразитов (около 240 тысяч экземпляров блох 618 видов, в том числе 292 представителя фауны зарубежных стран), музей живых культур микроорганизмов.

## Сотрудничество и Проекты
В 2010 году на базе бывшего советского Противочумного НИИ началось строительство Центральной референс-лаборатории (ЦРЛ) при финансовой поддержке оборонного ведомства США. Ввод в эксплуатацию осуществлен в 2017 году.  Стоимость комплекса в Алматы составит 108 млн долларов.. Центральная референс-лаборатория в Алматы построен для обеспечения безопасности особо опасных патогенов, оставшихся в Казахстане от советской военно-биологической программы, и исследований способов защиты от них, а также трудоустройства бывших военных биологов. 
ЦРЛ – одна из главных лабораторий по подтверждению диагностики инфекционных заболеваний и место проведения диагностических исследований, требующих условий биологической безопасности уровней BSL-2 и BSL-3. В ЦРЛ проводятся фундаментальные и прикладные исследования по особо опасным патогенам.  

## Руководство
- Тлеугабылов Мухамедрахим Куандыкович — 1949—1962 годы
- Айкимбаев Масгут Айкимбаевич — 1962—1987 годы
- Степанов Владимир Михайлович — 1987—1996 годы
- Добрица Валерий Павлович — 1996—1999 годы
- Атшабар Бакыт Бахиевич — 1999—2018 годы
- Ерубаев Токтасын Кенжеканович — 2018 — 2022 годы
- Жумадилова Зауреш Бапановна – с 2023 года - по настоящее время   [1]